# Astrofotometer

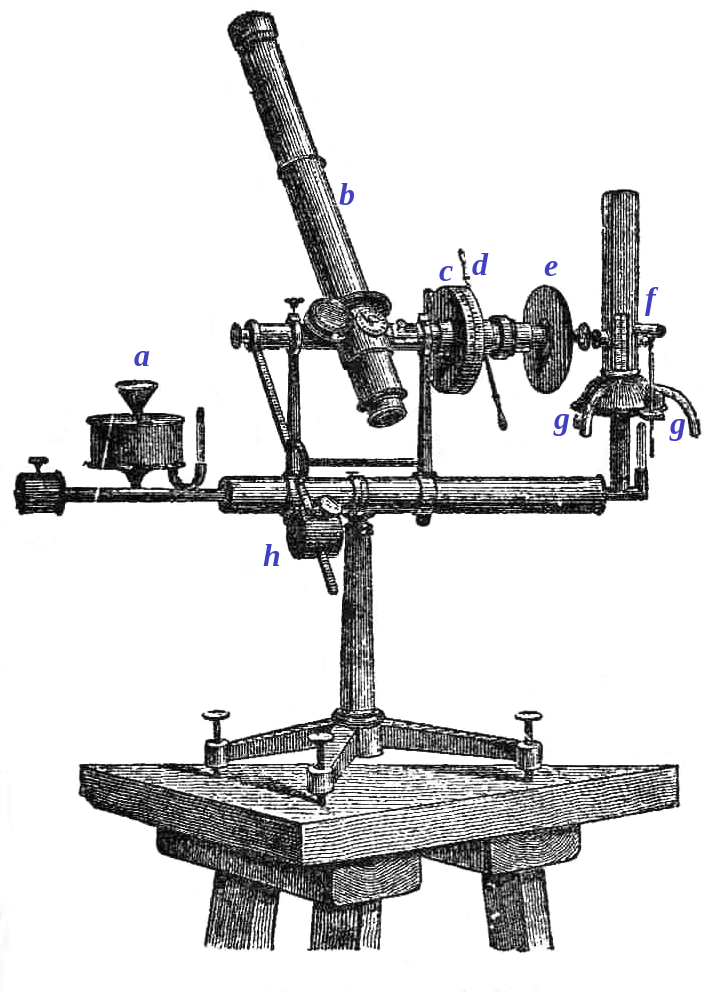
Zöllners astrofotometer.

De astrofotometer is een historisch meetinstrument om de helderheid van een hemellichaam te bepalen. Het toestel werd in 1865 ontwikkeld door de Duitse astronoom Johann Karl Friedrich Zöllner.
De astrofotometer is in staat om de schijnbare magnitude van sterren en ook andere hemellichamen (kunstmatige lichtbronnen) te bepalen.